# Park Jun-heong
Park Jun-heong (kor. 박준형; * 25. Januar 1993 in Seoul) ist ein südkoreanischer Fußballspieler.

## Karriere
Park Jun-heong erlernte das Fußballspielen in der Schulmannschaft der Gyeongbuk Cheongrim Elementary School und der Jugendmannschaft der Pohang Steelers in Südkorea. Im Januar 2007 ging er nach Deutschland. Hier wurde er in den Jugendmannschaften von Kickers Offenbach und dem 1. FSV Mainz 05 ausgebildet. Im Januar 2009 kehrte er nach Südkorea zurück. Hier spielte er bis Ende 2011 in Jugendmannschaft des Daegu FC. Von 2012 bis 2013 stand er im Kader der Universitätsmannschaft der Dong-Eui University. Von Januar 2014 bis Juni 2014 war er vertrags- und vereinslos. Im Juli 2014 ging er nach Portugal, wo er bis Juni 2017 für die Vereine CD Pinhalnovense, CF Os Armacenenses, Atlético CP und Académico de Viseu FC spielte. Den Rest des Jahres war er wieder vertrags- und vereinslos. Im Februar 2018 nahm ihn der südkoreanische Erstligist Suwon Samsung Bluewings unter Vertrag. Für das Fußballfranchise aus Suwon absolvierte er zwei Erstligaspiele. Der Kitchee SC, ein Verein aus Hongkong, verpflichtete ihn im Januar 2020. Mit Kitchee wurde er 2020 und 2021 Meister. 2020 gewann er mit Kitchee den Sapling Cup. Für Kitchee absolvierte er 24 Ligaspiele. Im Sommer 2022 zog es ihn nach Thailand. Hier unterschrieb er einen Vertrag beim Erstligisten Ratchaburi Mitr Phol in Ratchaburi.  Nach zwei Spielzeiten, in denen er 54 Ligaspiele bestritt, wurde sein Vertrag im Sommer 2024 nicht verlängert. Im August 2024 zog es ihn nach Malaysia. Hier unterschrieb er in Johor Bahru einen Vertrag beim Erstligisten Johor Darul Ta’zim FC. Am 26. April 2025 gewann er mit Johor den Malaysia Cup. Das Endspiel gegen Sri Pahang FC gewann man mit 2:1. Am Ende der Saison 2024/25 feierte er mit Johor die malaysische Meisterschaft.

## Erfolge
Kitchee SC
- Hong Kong Premier League: 2019/20, 2020/21
- Sapling Cup: 2019/20

Johor Darul Ta’zim FC
- Malaysischer Meister: 2024/25
- Malaysia Cup-Sieger: 2024/25